# オドアルド・ベッカーリ

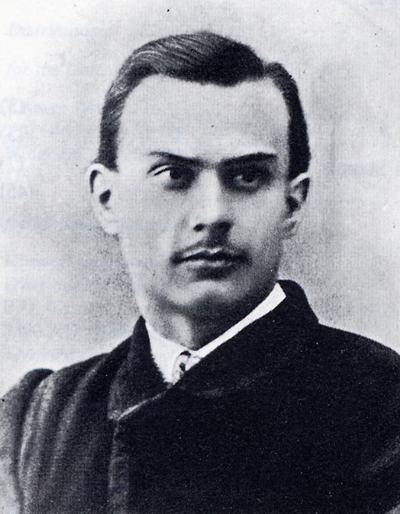
Odoardo Beccari.

オドアルド・ベッカーリ（Odoardo Beccari、1843年11月16日 – 1920年10月25日）は、イタリアの植物学者である。スマトラ島で1878年に世界最大の花の一つであるスマトラオオコンニャクを発見したことなどで知られる。

## 生涯
フィレンチェの出身である。ピサ大学、ボローニャ大学で学んだ。大学を卒業した後、イギリスの王立植物園（キュー・ガーデン）で数ヶ月過ごし、ボルネオ島北部の白人王国「サラワク王国」の初代藩王、ジェームズ・ブルックと知り合った。ブルックの好意で1865年から3年間、サラワクやブルネイなどの東南アジアの島の植物の研究を行い、多くの新種を発見した。エチオピアの採集探検を行った後、1872年に鳥類学者のルイージ・ダルベルティス（Luigi Maria d'Albertis）と再び、ニューギニアの調査を行い、極楽鳥の標本や民族学の資料の収集を行った。
1869年に植物雑誌、Nuovo Giornale Botanico Italiano (New Italian Botanic Journalを創刊し、イタリア地理学会紀要に研究の成果を発表した。1878年に強烈な腐臭から死体花とも呼ばれるスマトラオオコンニャクを発見した。1878年にフィレンツェに戻り、フィリッポ・パーラトーレ（Filippo Parlatore）の後を継いで、フィレンツェ植物園の園長になるが翌年、辞任した。
ベッカーリの標本はフィレンツェ自然史博物館(Museo di Storia Naturale di Firenze)の資料の一部となっている。パプアニューギニア大学（Universitas Negeri Papua）の発行する植物雑誌の雑誌名Beccariana はベッカーリの名前がつけられている。

## 著書の一部
- Malesia, raccolta d'osservazioni lese e papuano (three volumes, 1877–1889).
- Nelle Foreste di Borneo. Viaggi e ricerche di un naturalista (S. Landi, Florence, 1902).
- Asiatic Palms (1908).
- Palme del Madagascar descritte ed illustrate (1912).
- Nova Guinea, Selebes e Molucche. Diari di viaggio ordinati dal figlio Prof. Dott. Nello Beccari (La Voce, Florence, 1924).